# За четыре моря (альбом)
«За четыре моря» — четвёртый студийный альбом российской группы «Блестящие».

## История выхода альбома
Шестой альбом группы «Блестящие». Альбом был записан шестым составом группы, вокальные партии исполняли Жанна Фриске, Ирина Лукьянова, Ксения Новикова и Юлия Ковальчук. Саунд-продюсерами альбома выступили продюсер и композитор группы Андрей Грозный и Сергей Харута, ранее сотрудничающий с группой в качестве аранжировщика. Это единственный альбом, записанный данным составом.
В поддержку альбома было выпущено три сингла: «Ау-ау», «За четыре моря» и «А я всё летала», автором текста которого является Ксения Новикова. В альбом также вошла песня «Журавль», написанная бывшей солисткой Ольгой Орловой. Песня была записана спустя полгода после её ухода из группы, и впервые появилась на физическом носителе. Кроме того, на диске имеется ремикс на песню «Облака», который вошёл в альбом в качестве одного из бонус-треков. Сама песня «Облака» была записана в 1997 году третьим составом группы. В качестве остальных бонус-треков в альбом вошли ремиксы на сингл «За четыре моря», а также караоке-версии всех трёх сингловых песен.
Презентация альбома состоялась в сентябре 2002 года в торгово-развлекательном комплексе Golden Palace. Продажа диска превысила отметку в 200.000 копий.

## Реакция критики
Наталья Светлакова из агентства InterMedia дала альбому смешанную оценку: рецензент отметила «невыразительное сладкозвучное пение с претензией на чистоту и проникновенность», но при этом посчитав вокал слишком «усредненным», а тексты песен «серыми», «способные по глубине содержания соревноваться разве что с диалогами мексиканских теленовелл». Отдельно ею была отмечена ключевая песня альбома «За четыре моря», а также три ремикса и караоке-версия этой песни. Автор рецензии посчитала, что «тот, кто слушает эту песню впервые, к концу альбома выучит её наизусть, так что караоке в финале вполне уместно».
В журнале Play альбом «За четыре моря» в основном оценили положительно, поставив ему оценку 4 из 5, при этом назвав диск очередной записью «вкрадчивых и заторможённых песенок, где даже задуманная быстрой песня звучит как колыбельная», и посчитав, что «ленивое „Ча-ча-ча“ в финале заглавного хита „Блестящих“ кажется издевательством над уходящей модой на латино». Караоке-песни в журнале не оценили, посчитав их не нужным для альбома.

## Список композиций
| №   | Название            | Автор(ы)           | Музыка          | Длительность |
| --- | ------------------- | ------------------ | --------------- | ------------ |
| 1.  | «За четыре моря…»   | Татьяна Иванова    | Андрей Грозный  | 3:55         |
| 2.  | «А я всё летала»    | Ксения Новикова    | Андрей Грозный  | 3:56         |
| 3.  | «Журавль»           | Ольга Орлова       | Андрей Грозный  | 3:45         |
| 4.  | «Было и прошло»     | Татьяна Иванова    | Андрей Грозный  | 4:27         |
| 5.  | «Московские окна»   | Михаил Матусовский | Тихон Хренников | 3:41         |
| 6.  | «Хочу ещё»          | Татьяна Иванова    | Андрей Грозный  | 4:20         |
| 7.  | «Не планета Луна»   | Татьяна Иванова    | Андрей Грозный  | 3:50         |
| 8.  | «Стеклянная любовь» | Татьяна Иванова    | Андрей Грозный  | 3:49         |
| 9.  | «Ау-ау»             | Андрей Грозный     | Андрей Грозный  | 3:38         |
| 10. | «Я и ты»            | Татьяна Иванова    | Андрей Грозный  | 4:29         |
| 11. | «Я тебя не люблю»   | Татьяна Иванова    | Андрей Грозный  | 4:49         |

| №  | Название                           | {{{extra_column}}} | Длительность |
| -- | ---------------------------------- | ------------------ | ------------ |
| 1. | «За четыре моря… (remix)»          |                    | 4:16         |
| 2. | «За четыре моря… (DJ Jeff remix)»  |                    | 3:42         |
| 3. | «За четыре моря… (live mix)»       |                    | 4:15         |
| 4. | «Облака (remix)»                   | Н.Ионова, М.Фадев  | 5:14         |
| 5. | «За четыре моря… (караоке-версия)» |                    | 3:56         |
| 6. | «А я всё летала (караоке-версия)»  |                    | 3:56         |
| 7. | «Ау-ау (караоке-версия)»           |                    | 3:37         |

## Участники записи
- Жанна Фриске — вокал (1-2, 12-14), бэк-вокал (5, 7-8, 10-15)
- Ирина Лукьянова — вокал (1-2, 12-14), бэк-вокал (4-8; 10-15)
- Ксения Новикова — вокал (1-15)
- Юлия Ковальчук — вокал (1-2, 12-14), бэк-вокал (4-5, 7-8, 10-15)

## Награды
- Песня года за песню «Ау-ау» (Номинация, 2001 г.)
- Золотой Граммофон за песню «За четыре моря» (2002 г.)
- Песня Года за песню «За четыре моря» (2002 г.)
- Песня Года за песню «Журавль» (Номинация, 2002 г.)
- Премия «Рекордъ» за песню «За четыре моря» в номинации «Отечественный Радио Хит» (2003 г.)
- Песня года за песню «Я и ты» (Номинация, 2003 г.)
- Песня года за песню «Московские окна» (Номинация, 2003 г.)
- Премия «Стопудовый хит» за песню «А я всё летала» (2003 г.)
- Песня Года за песню «А я всё летала» (2003 г.)
- Премия «Серебряная калоша» за клип «А я всё летала»
- Золотой Граммофон 2003 за песню «А я всё летала»